# Grandvillers-aux-Bois
Grandvillers-aux-Bois là một xã thuộc tỉnh Oise trong vùng Hauts-de-France tây bắc nước Pháp. nước Pháp. Xã này nằm ở khu vực có độ cao trung bình 82 mét trên mực nước biển.